# 久保田未夢
久保田 未夢（くぼた みゆ、1995年1月31日 - ）は、日本の女性声優、アイドル、歌手であり、アイドルグループ・i☆Risのメンバー。埼玉県秩父市出身。81プロデュース、エイベックス・ピクチャーズ所属。

## 略歴

### 生い立ち
幼少の頃は『ポケットモンスター』、『おジャ魔女どれみ』、『しゅごキャラ！』、『金色のガッシュベル』などの子供向けアニメを見ていたが、小学校高学年の頃には深夜アニメも見るようになっていた。声優を意識するようになったのは、高校生の頃に参加した、「ジャンプフェスタ」のイベントからであり、『べるぜバブ』のステージで沢城みゆきの生アフレコの赤ちゃん声に衝撃を受け、アニメのキャストも調べるようになる。それまでは、作品、キャラクターが好きなだけで、声優に興味があるわけではなかった。その後、自身も声優になりたいと思うようになり、そのことを両親に伝えると、実力だけでなく運も大事だと思うから「養成所には通わせない」と言われてしまった。自らチャンスを掴むくらいでないと、成功しないのではないかという両親の考えを汲み取り、高校3年生時にニコニコ動画のバナーで見つけた『アニソン・ヴォーカルオーディション』に応募、合格した。

### キャリア
2012年、前述のオーディション合格者6名にて結成されたアイドルグループ・i☆Risのメンバーとしてデビュー。
2013年、テレビアニメ『這いよれ! ニャル子さんW』の店員役で声優デビュー。2014年にはテレビアニメ『プリパラ』の北条そふぃ役で自身初となるレギュラーを担当。
工業高校情報科卒業後は指定校推薦で理工学系の大学に進学、学業と両立し声優や歌手活動を行う。
2016年、第10回声優アワードにて、i☆Risの一員として歌唱賞を受賞。
2019年、自身初となるソロ写真集『未夢-みゆ-』を出版。
2023年、第17回声優アワードにて、「虹ヶ咲学園スクールアイドル同好会」として歌唱賞を受賞。

## 人物
工業高校情報科出身で、フォークリフトとアーク溶接の免許を所持しており、ソロイベントではフォークリフトに乗って登場したこともある。その経験から、『中央労働災害防止協会』が実施している「安全衛生教育応援キャンペーン」のポスタータレントに起用されている。工業高校に進学したのは家にパソコンがあり触れることも多く、アニメ、パソコンが好きだったこと、子供の頃からゲームをしていたため、「いつか自分でも作ってみたいな」、「自分でプログラムを組んで何か作品を作れたらいいな」と思ったこと、女の子の集団が苦手だったことからだという。中学生の頃、ホームページを作るのが流行っており、HTMLタグを勉強するのが楽しかったという。男女比は9.5対0.5くらいで1学年に10人しか女子はおらず、高校3年生の時はクラスで女子は久保田1人だけだったという。しかも高校の友人は皆オタクだったが、同じくi☆Risのメンバーでもある若井友希のような「音楽一筋でやってきました」というタイプがいたという。
徳井青空とは、2013年に生配信された、ニコニコチャンネル『声優パラダイスTV』での初共演をきっかけに親しくなり、そらまる先輩と呼ぶようになった。ソロイベントを開催する時は、絶対に徳井をゲストに呼ぶと決めている。
「未夢」の名前の由来は母に聞いたところ「猫の鳴き声」と言われたという。i☆Risの活動の1年目は声のトーンを高くして、猫をかぶっていたこともあったという。
一人っ子である。

### 特色
声優として、セクシー系、元気系、アイドル役を演じることが多く、役者としての幅を広げ続けている。役としてステージに立ち、パフォーマンスすることも多い。
普段の活動では罰ゲームなど一部の嫌な仕事を求められた時に表情に出したり、嫌なことをはっきりと言ったりしているが、そのことについては「自分自身が、アイドルという仕事を好きであり続けたいから」と語る。
『プリパラ』では北条そふぃ役を演じており、途中からの登場であったが、毎回アフレコがプレッシャーであった。茜屋日海夏は主人公ですでにたくさん登場しており、芹澤優は前から声優の仕事をたくさんしていたが、そふぃ役は歌やダンスが得意な先輩の役だったこともあり、「まだ未熟な私がどうしてこの役なの?」と胃をキリキリさせていたという。そふぃ役は、「最初からずっと変わらない存在」と語っている。そふぃは天才で、自分の弱い一面を隠さず皆に見せていく勇気もあり、久保田にはないものをたくさん持ち、これまでも2022年時点でも憧れだという。
これまで『ラブライブ!虹ヶ咲学園スクールアイドル同好会』の朝香果林役や『プリパラ』の北条そふぃ役などアニメやライブなどで2次元と3次元を行き来する作品に多く携わってきたが、自分と全然違う役柄になることは楽しく、それと同時に「プレッシャーが大きい部分はある」と語る。ライブなどで何か間違えてしまった時に久保田自身が非難されるのは良いことだと語るが、ずっとそばで見てきた1ファンでもあることから演じているキャラクターに非難の声が向けられることについては「申し訳ない」と語る。

### 趣味・嗜好
趣味はアニメ鑑賞、カード開封、ショッピング。特技はスキューバダイビング、アーク溶接、フォークリフト。好きなキャラクターは『デュラララ!!』の平和島静雄。好きなアニソンは長野原みおの「みおのカプってカプって萌えちぎれ」、えすおーえす団の「いままでのあらすじ」。
推しは『ゴールデンカムイ』と述べている。
デビュー前から購読している『邪神ちゃんドロップキック』への出演が夢と語っていたが、コミックス4巻のテレビCMにてラップ歌唱を担当し、2018年にはメデューサ役として出演した。
好物はヨーグルト、ゼリー、プリン、杏仁豆腐。Twitterでは「#クボタヨーグルト」という食べていたヨーグルトを記録するタグを作って投稿し続けている。
肉好きであり、お肉検定2級を所持している。2019年1月にはソロでバーベキューイベントを開催。『久保田未夢のNice to MEAT you & YOU』では全国各地の肉を紹介、実食している。
旅行好きで、オーストラリアのパースに留学しようと思っていた時期があり、高校3年生の夏に試験を受け合格もしている。前述のオーディションは記念受験のような感じで正直受かると思っておらず、合格後もドッキリだと思ってたという。「合格です」と聞かされた時には、大々的に結果が発表されておらず、事実確認のしようがなかったことから、メンバーの顔合わせ、レッスンが始まってもまだ「これホントかな？」と思っていた。取材を受けたり、レコーディングをしたりするようになり、ようやく「あっ、ホントに受かったんだ」というような感じであったという。もしi☆Risに受かっていなかったら、オーストラリアでダイバーになる予定だったという。
個々の仕事が増えたため、メンバーで集まってトレーニングすることが減って運動をしなくなってしまったが、体力が落ちたら困るため、嫌いだった筋トレを開始、「2週間やろう」と思っていたところ、日々の生活の中に組み込まれるようになり、毎日筋トレすることが苦ではなくなったという。

### i☆Risとして
「i☆Ris」でのイメージカラーはオレンジ、チャームポイントは黒髪、挨拶は「わんわんおー（U＾ω＾）」。ライブでは「わんわんおーこくのお姫様」を名乗っている。
2012年、前述の通り、オーディションに合格するも、あくまで声優志望であったため、歌へのこだわりはなかったと言うが、後に合格者が6人いることを知る。前述のとおり、アニメが好きで、「アニメに関わるお仕事がしたい」と思っていたため、アイドルになるとは思っていなかったという。それでホッとした部分もあったり、メンバーのことが嫌いなわけではなかったが、「イマドキの女子とはどんな話をしたらいいんだろう？」とかなり悩んでいた。また合格者が集められた日に若井友希に最初に話しかけられていたが、すごく怖かったという。「合格者が複数いる」と電話で聞き、合格者は皆オタクだと思っていたが、オタクは久保田だけで、「誰ともしゃべれん」と思っていたという。若井は逆に久保田を見て「私、アニメの話できないのにどうしよう」と焦っていたようであったが、「そういう感じだったのが良かったのかな」とも語っている。山北早紀によると、その時は全然喋らなかったという。状況を飲み込めぬまま、合宿が始まり、ダンスレッスン、ボーカルレッスン、ジョギングなどに明け暮れた。その時に毎朝のランニングがイヤすぎて毎晩母に2時間くらい「もう辞めたいんだけど」、「朝が来なければいいのに」と電話していたという。学生時代に部活に打ち込むなど、体を動かすことを全然してこなかったため、2022年時点で思い返しても記憶から消し去ってしまっているほど、しんどかった。「やめたい」の一言も言えないくらい追い込まれていたと言い、心の中では「80％くらい家に帰りたい」と思いながら、「やるしかないな」と参加していたという。
ゼロからのスタートだったため、ほかのメンバーに対して卑屈になったことは一度もなく、2016年時点でも「やっぱりゆうきちゃんは歌がうまいし、ひみちゃんはダンスがうまいなあ」、「追いつくにはどうしたらいいんだろう」と考えているという。ダンスレッスンとボーカルレッスンは大変だったが、できないことでも何度も繰り返していくうちに「おっ、前よりスムーズに踊れてるぞ」、「あっ、高音が出るようになった」とクリアできるようになることから苦痛ではなかったという。
皆でサブウェイに食事に行った時は、野菜を一つも食べられず、野菜全抜きの肉だけが入ったパンを食べていた。その時は恥ずかしく、「これも抜きですか？ これもですか」と店の人物に聞かれていた。怒られてばかりで疲れており、「みんなが行くならいいか」ぐらいの気持ちで着いていったが、サブウェイが野菜中心の店だとは知らなかったという。
その後、アイドルユニット『i☆Ris』としてデビューすることになる。デビュー1年目はライブで150人のキャパを埋めることができず、チラシ配りをしていたためメンタルが鍛えられたという。2014年、メンバー全員が主要キャラを演じるテレビアニメ『プリパラ』の出演をきっかけに状況が一変。ライブ『i☆Ris 2nd Anniversary Live〜Dream Evolution〜』は、キャパが900人の劇場で開催することになるが、販売直後に完売。2016年には初となる日本武道館にてライブを開催したが、楽しい気持ちはあったが、細かいことは何も覚えていないと語っている。
燃えてしまうタイプで高校時代にしていたプログラミングもそういう作業だったため、うまく動作しないプログラムを前に「どうすればいいんだろう？」とひたすら検証するのがすごく楽しかった。ダンスやボーカルについては、プログラミングしている時と一緒で「何がダメなんだろう？」と研究している感じであったことから好きだという。
ランニングは前述の通りイヤで、2016年時点も少しそういうところがあるが、「これをやることになんの意味があるんだよ！」と思いながら走っていたという。
i☆Risのメンバー全員が好きというものがあまりなく、レッスンの時も「私、ファストフード行くから」、「あっ、私はコンビニで済ます」という感じで、全員バラバラに食事に行っている。ふざける時は一緒になって全力でふざけるが、過剰には干渉し合わない関係であったことから、女子が苦手な久保田も居心地がいいという。それぞれが違う考え方をしていることから、話し合いになれば色々な意見やアイデアが出てきて、それを互いが「なるほど。そういう考え方もあるよね」と尊重し合えたという。
i☆Risの活動初期は、世間の「女性アイドルってこうだろうな」というイメージに自分を合わせていたが、長く活動を続けていくにつれて「偽りの自分で居続けると、自分自身、アイドルという仕事が嫌になっちゃうだろうな」と思ったこともあったという。
2016年時点も活動を続けられている一番の理由は、皆がいたからだと言い、元々友人もそれほど多くはなく「あんまり人に好かれるタイプじゃないのかもな」と思ってた。皆に会いに来てくれて握手会で話していたところ「ここが良かった」、「あれが面白かった」と細かいところまで見ていてくれた。その時、「こんなに私のことを好きでいてくれる人がいるんだ」、「誰かが見ていてくれて、しかも楽しんでくれている」と実感させてくれることが、活動のモチベーションになっているという。
茜屋によるとi☆Risでのポジションは「かわいいけど腹黒」と例えている。
i☆Risにとって転機となった曲として「Happy New World☆」、久保田自身の転機となった曲として「幻想曲WONDERLAND」を挙げている。

### ラブライブ！について
『ラブライブ！』という作品に関われる条件として、フレッシュで特定のイメージに染まっていない人だと思っていた久保田だが、オーディション時にはすでに『i☆Ris』として5年ほどアイドル活動をしていたため、合格するのは難しいだろうと感じていた。今までの活動内容、活動歴を度外視してもオーディションを受けようと思った理由として、久保田がデビューして1、2年目の頃に、μ'sのメンバーたちと仕事をする機会が度々あり、そこで良くしてもらったことが根底にあったという。声優として経験を重ねるほど、チャンスは巡ってこなくなる。虹ヶ咲のオーディションはラブライブ！ファミリーに入れるラストチャンスだと感じたと述べている。その後、合格するもファンが作品に求めるものとして、キャラクターと声優のリンクがあると感じており、ある程度イメージが着いてしまっている久保田が入ることをラブライブ！ファンからはどう思われているのか不安になり、また、そのことで他の虹ヶ咲メンバーに迷惑をかけるのではないかと思っていた。
2017年9月、『東京ゲームショウ』のステージで、アプリゲーム『ラブライブ！スクールアイドルフェスティバル ALL STARS』にて虹ヶ咲学園スクールアイドル同好会のメンバーの1人である朝香果林を演じることが発表された。このステージが虹ヶ咲の初お披露目であり、メンバーが緊張する姿を見て、お姉さんとして守りたいという気持ちになったという。
2020年、『LoveLive! Series 9th Anniversary ラブライブ！フェス』で、μ'sのメンバーと一緒のステージに立つことになる。同じシリーズ作品に入れたものの、一緒のステージに立つことはできないものかと夢見ていたことがこのライブで叶った。

## 出演
太字はメインキャラクター。

### テレビアニメ
2013年
- 這いよれ! ニャル子さんW（店員、受付）
- プリティーリズム・レインボーライブ（客5）

2014年
- 最強銀河 究極ゼロ 〜バトルスピリッツ〜（サマンサ）
- ハマトラ（女の子）
- プリパラ（2014年 - 2017年、北条そふぃ、女の子）
- ドラゴンコレクション（トルト）

2015年
- 浦和の調ちゃん（別所子鹿）

2017年
- アイドルタイムプリパラ（2017年 - 2018年、はな、北条そふぃ、ポワン）
- まけるな!!あくのぐんだん!（第2話ナレーション）
- カブキブ!（透子）
- ブラッククローバー（2017年 - 2021年、シスター・リリー）

2018年
- キラッとプリ☆チャン（2018年 - 2021年、萌黄えも）
- 魔法少女サイト（赤根舞夢）
- グラゼニ（うぐいす嬢）
- 邪神ちゃんドロップキック（2018年 - 2023年、メデューサ / チビメデューサ、魔獣2） - 4シリーズ + 特別編

2019年
- グリムノーツ The Animation（シェイン、アリス）
- 賢者の孫（アリス＝コーナー）
- KING OF PRISM -Shiny Seven Stars-（G.o.d. VII）
- うちの娘の為ならば、俺はもしかしたら魔王も倒せるかもしれない。（グラロス）

2020年
- 歌舞伎町シャーロック（武田希子）
- 異種族レビュアーズ（悪魔の穴 受付嬢）
- プランダラ（一ノ瀬咲）
- ラブライブ!虹ヶ咲学園スクールアイドル同好会（2020年 - 2022年、朝香果林） - 2シリーズ

2021年
- 闘神機ジーズフレーム（エメ・プラヴェ）

2022年
- むさしの!（別所子鹿）
- シャインポスト（唐林絃葉）
- ある朝ダミーヘッドマイクになっていた俺クンの人生（浅草とと）

2023年
- にじよん あにめーしょん（2023年 - 2024年、朝香果林） - 2シリーズ
- テクノロイド オーバーマインド（少女）
- 異世界はスマートフォンとともに。2（桜）
- てんぷる（月下マナ）

2024年
- エルフさんは痩せられない。（草花田）
- 嘆きの亡霊は引退したい（ティノ・シェイド）

### 劇場アニメ
- プリパラシリーズ（2015年 - 2025年、北条そふぃ[64][65][66][67]） - 6作品
- KING OF PRISM -PRIDE the HERO-（2017年、観声）
- 劇場版 プリパラ&キラッとプリ☆チャン 〜きらきらメモリアルライブ〜（2018年、萌黄えも[68]、北条そふぃ）
- KING OF PRISM ALL STARS -プリズムショー☆ベストテン-（2020年、観客）
- i☆Ris the Movie - Full Energy!! -（2024年、久保田未夢[69]）
- 映画 ラブライブ!虹ヶ咲学園スクールアイドル同好会 完結編（2024年 - 2025年、朝香果林[70][71]） - 全3章[一覧 4]

### OVA
- ファンタジスタ ステラ（2014年、木戸歩美） - コミックス第8 - 10巻DVD付き限定版
- ブラッククローバー オール魔法騎士感謝祭（2018年、シスター・リリー） - ジャンプスペシャルアニメフェスタ2018上映作品
- ラブライブ!虹ヶ咲学園スクールアイドル同好会 NEXT SKY（2023年、朝香果林[72]）

### Webアニメ
- アイドルランドプリパラ（2021年 - 2022年、北条そふぃ）

### ゲーム
2013年
- メタルマックス4 〜月光のディーヴァ〜（ミカン）

2014年
- 俺タワー -Over Legend Endless Tower-（スコップ、スパナ、曲尺、アスファルトカッター）
- プリパラ（そふぃ）

2015年
- ウチの姫さまがいちばんカワイイ（春待姫）
- メイデンクラフト（時任依乃里）
- 東京ハーレム（千早エリカ）

2016年
- グリムノーツ（シェイン）

2017年
- SOUL REVERSE ZERO（ロスヴァイセ、ヴァルトラウテ）
- ららマジ（洲崎麻衣）

2018年
- プリパラ オールアイドルパーフェクトステージ!（北条そふぃ）
- キラッとプリ☆チャン（2018年 - 2019年、えも、そふぃ）
- ラブライブ! スクールアイドルフェスティバル（2018年 - 2023年、朝香果林）
- Q&Qアンサーズ（メデューサ）
- モン娘☆は〜れむ（メデューサ）
- ヴァンパイア†ブラッド（エルフィ・クロイツ）
- SHOW BY ROCK!!（ミユーテン）

2019年
- リボルバーズエイト（赤いくつ）
- クイズRPG 魔法使いと黒猫のウィズ（リィル・ライル）
- グリムエコーズ（マッチ売りの少女）
- トリカゴ スクラップマーチ（ルリシア）
- ブラウンダスト（ルディア）
- グランドサマナーズ（シキ）
- ラブライブ! スクールアイドルフェスティバル ALL STARS（2019年 - 2023年、朝香果林）
- 社長、バトルの時間です!（ソフィ・アフェル）
- 錬神のアストラル（シスター・ヴィクトワール）
- にじいろLive（奈々）

2020年
- 邪神ちゃんドロップキック 〜神保町放置⼤作戦〜（メデューサ）
- ラストオリジン（37式ダイカ、A-1ブラッディパンサー、クイックキャメル）
- デジモンリアライズ（新海沙羅）
- スレイヤーズなぞとき ドラグ・スレイブを取り戻せ！（フリア）
- Root Film ルートフィルム（天方一葉）
- Shadowverse（パニッシュメントスナイパー）
- ファイナルギア -重装戦姫-（スノーウィ）

2021年
- ドールズフロントライン（メデューサ）

2022年
- アズールレーン（2022年 - 2024年、アルハンゲリスク、セヴァストポリ）

2023年
- ラブライブ! スクールアイドルフェスティバル2 MIRACLE LIVE!（2023年 - 2024年、朝香果林）
- アイドルランドプリパラ（北条そふぃ）
- タワーオブスカイ（ネーラ）

2025年
- ウマ娘 プリティーダービー（ラヴズオンリーユー）
- ラブライブ!虹ヶ咲学園スクールアイドル同好会 トキメキの未来地図（朝香果林）
- シャインポスト Be Your アイドル!（唐林絃葉）

### ドラマCD
- 第38期 藍本女子高等学校生徒会活動日誌 あいぽん（2014年 - 2015年、小空さとこ） - i☆Ris 2nd Anniversary Live〜Dream Evolution〜入場者に配布された非売品、漫画単行本の付属ドラマCD
- モモキュンソード すぺしゃるCD「桃」（2015年、あけび）
- ドラマCD「フレラジ☆」 （仮）（2016年、青柳 葵）[106]
- 異世界はスマートフォンとともに。（2019年 - 2022年、桜） - 小説第19・26巻ドラマCD付き特装版[107]

### ASMR
- 雨宿り後に可愛い同僚の家に行ってイチャイチャした件（2022年、平山咲）
- 茶目っ気クラスメイトとイケナイ放課後課外活動（2022年、四谷りん）

### デジタルコミック
- キミのとなり。〜年の差恋愛の事情〜 ボイスコミック（2019年、神崎りんか[108]）
- にじよん（2020年 - 2021年、朝香果林） - 2シリーズ[一覧 5]

### オーディオブック
- 我がヒーローのための絶対悪（2021年、天羽ミア[109]）
- 飽くなき欲の秘蹟（2022年、風利 ほか[110]）
- ラブライブ!虹ヶ咲学園スクールアイドル同好会 素顔のフォトエッセイシリーズ RainbowDays〜朝香果林〜（2022年、朝香果林）

### 吹き替え
- サーフズ・アップ2（ケイト）
- ロボカーポリー（ベティ）

### ラジオ
※はインターネット配信。
- A&G ARTIST ZONE i☆Risの2h（2013年 - 2014年、超!A&G+※） - i☆Risメンバーによる交代制パーソナリティ[111]
- ラジオアニメージュ（2015年 - 2024年、超!A&G+※・AG-ON）
- DIVE II Station NewGenerations!（2015年、文化放送） - 4月度・11月度パーソナリティ
- フレラジ☆リアルラジオ（2015年 - 2016年、HiBiKi Radio Station※）[112]
- NACK5 SPECIAL「VOICE ACTORS RADIO」第2部（2016年、NACK5）
- i☆Ristation!!（2017年7月7日 - 2025年3月28日、超!A&G+※・AG-ON）[113]
- ラブライブ!虹ヶ咲学園 〜お昼休み放送室〜（2018年 - 2020年、HiBiKi Radio Station※）[114]
- Voice Actors RADIO R-5・81（2019年 - 、NACK5）[115]
- 島津真太郎の週末ゲームCAMP（2023年 - 、interfm）
- 久保田未夢 おひとり様ラジオ（2025年 - 、IHiBiKi Radio Station※・ニコニコチャンネル※）[116]

### テレビ
- ジャパコン★ワンダーランド（2015年4月6日 - 2016年9月19日、BSフジ）AD姉小路役・ナレーション
- いらこん（2015年5月1日 - 2016年3月25日、フジテレビ）
- みんなで語る番組 かたりぽTV まっち×ボイス♪（2019年2月9日・3月9日、TOKYO MX）[117][118][119][120]
- ひみつ×戦士 ファントミラージュ! 第17話（2019年7月28日、テレビ東京）萌黄えもの声

### インターネット放送
- 声優パラダイスTV 声パラ学園2次元研究部（2013年、ニコニコチャンネル）[121]
- 新アニメ「プリパラ」声優出演！〜放送開始直前スペシャル！〜（2014年、ニコニコ生放送）
- i☆Ris（茜屋日海夏・芹澤優・久保田未夢）声優生出演 〜プリパラ特番part.2〜（2014年、ニコニコ生放送）
- メイデンクラフト：ニコ生、始メイデンっ！（2015年、ニコニコ生放送）
- 久保田未夢と林鼓子のクリスマスケーキ作ってみた！（2018年、あにてれ[122]）
- 久保田未夢のNice to MEAT you & YOU（2019年 - 、ニコニコチャンネル）[123]
- ガチi☆Ris（2019年 - 、ニコニコチャンネル）[124]
- 二次元領域拡大通信チャンネル（2020年 - 、YouTube）[125]

### CM
- バトルスピリッツ ディーバブースター 女神達の調べ
- 「邪神ちゃんドロップキック」第4巻・第5巻テレビCMラップ歌唱[126]

### 舞台
- ライブミュージカル「プリパラ」み〜んなにとどけ！プリズム☆ボイス（2016年2月4日 - 7日、Zeppブルーシアター六本木） - 北条そふぃ 役[127]
- SOLID STARプロデュースVol.7「明るいお葬式」（2016年6月15日 - 19日、俳優座劇場）[128]
- ライブミュージカル「プリパラ」み〜んなにとどけ！プリズム☆ボイス2017（2017年1月26日 - 29日、Zeppブルーシアター六本木） - 北条そふぃ 役[129]
- ユアストーリー まきりかプロデュース ミュージカル「ソーォス！」KARATE MUSICAL「SAUCE」（2017年7月6日 - 13日、全労済ホール／スペース・ゼロ）※谷口あかりとのダブルキャスト[130]
- ニッポン朗読アカデミー 朗読劇「謎解きはディナーのあとで」
  - 第3回公演 プレビュー公演 朗読劇「謎解きはディナーのあとで」（2017年11月25日・26日、ニッポン放送 イマジンスタジオ）[131]
  - 第4回公演 朗読劇「謎解きはディナーのあとで 二股にはお気をつけ下さい」（2018年4月27日・28日、銀座博品館劇場） - 宝生麗子 役、ナレーション
- Zero Project プロデュース 2018 ミュージカル 新☆雪のプリンセス（2018年2月21日 - 25日、新国立劇場 小劇場） - コユキ 役[132]
- 音楽朗読劇「ジキルVSハイド」（2018年3月20日、TOKYO FM HALL） - マリー 役[133]
- 朗読劇「吸血鬼ドラキュラ〜Eternal Love〜」（2022年8月20日、TOKYO FM HALL） - ミナ 役[134]
- 音楽朗読劇「仮面の男」〜アレクサンドル・デュマ・ペール「ダルタルニャン物語」より〜（2025年3月6日、銀座博品館劇場） - フィリップ 役 他[135][136]
- マーダーミステリーシアター「殺意の代償」（2025年3月12日、品川プリンスホテル クラブeX）[137]
- 朗読劇「あの花が咲く丘で、君とまた出会えたら。」（2025年7月4日〈予定〉、シアター1010） - 百合 役[138]

### その他コンテンツ
- 温泉むすめ（奥津かがみ[139]）
- 安全衛生教育応援キャンペーンポスタータレント（中央労働災害防止協会）[22]
- 一日サイバー攻撃対策広報大使（埼玉県警察）[140]
- 創彩少女庭園（早乙女瑠衣[141]）
- 東海道新幹線企画列車「声優新幹線」乗務員（2024年11月30日、JR東海ツアーズ）[142]

## 書籍

### 写真集
- 未夢-みゆ-（2019年12月16日、東京ニュース通信社、撮影：佐藤佑一）ISBN 978-4-86336-991-7[143]
- UP_DATE（2022年1月31日、主婦の友インフォス、撮影：前康輔）ISBN 978-4-07-449094-3[144]
- Femme Fatale（2025年1月31日、イマジカインフォス、撮影：HIROKAZU）ISBN 978-4-07-460948-2[145][146]

### デジタル写真集
- 片道切符（2020年12月25日、エイベックス・ピクチャーズ、撮影：女鹿成二）[147]

### 連載
- 姫様！それはなりませぬ!!（『声優パラダイスR』：2015年Vol.4（2015年1月10日発売） - ）

## ディスコグラフィ

### キャラクターソング
| 発売日   | 商品名 | 歌 | 楽曲 | 備考                                                                           |        |
| 2014年   | 2014年 | 2014年 | 2014年 | 2014年                                                                         | 2014年 |
| -------- | --- | --- | --- | ------------------------------------------------------------------------------ | ------ |
| 11月26日 | プリパラ アイドルソング♪コレクション byらぁら&みれぃ&そふぃ                                                                    | 北条そふぃ（久保田未夢） | 「太陽のflare sherbet」 | テレビアニメ『プリパラ』挿入歌                                                 |        |
| 11月26日 | プリパラ アイドルソング♪コレクション byらぁら&みれぃ&そふぃ                                                                    | SoLaMi♡SMILE | 「Pretty Prism Paradise!!!」 | テレビアニメ『プリパラ』挿入歌                                                 |        |
| 2015年   | | | |                                                                                |        |
| 3月18日  | プリパラ アイドルソング♪コレクション bySoLaMi♡SMILE&北条コスモ&ファルル                                                        | SoLaMi♡SMILE | 「HAPPYぱLUCKY」 | テレビアニメ『プリパラ』挿入歌                                                 |        |
| 4月2日   | プリパラ ヘッドフォン&プリパラゲームミュージックコレクション プレミアムセット 付属CD「プリパラゲームミュージックコレクション」 | らぁら（茜屋日海夏）、みれぃ（芹澤優）、そふぃ（久保田未夢） | 「GoGo!プリパライフ」 | ゲーム『プリパラ』関連曲                                                       |        |
| 6月17日  | プリパラ☆ミュージックコレクション                                                                                              | 北条そふぃ（久保田未夢） | 「太陽のflare sherbet」 | テレビアニメ『プリパラ』挿入歌                                                 |        |
| 6月17日  | プリパラ☆ミュージックコレクション                                                                                              | SoLaMiDressing | 「Love friend style」 「Realize!」 | テレビアニメ『プリパラ』挿入歌                                                 |        |
| 6月17日  | プリパラ☆ミュージックコレクション                                                                                              | SoLaMiDressing&Falulu | 「Make it!」 | テレビアニメ『プリパラ』挿入歌                                                 |        |
| 8月26日  | プリパラ アイドルソング♪コレクションbyそらマゲドン・み                                                                         | そらマゲドン・み | 「ラッキー！サプライズ☆バースデイ」 | テレビアニメ『プリパラ』挿入歌                                                 |        |
| 9月11日  | 劇場版プリパラ み〜んなあつまれ！プリズム☆ツアーズ テラコズミック☆スペシャルツアーセット 特典CD                                | SAINTS、SoLaMiDressing | 「Make it! -SAINTS & SoLaMiDressing ver.-」 | 劇場アニメ『劇場版プリパラ み〜んなあつまれ！プリズム☆ツアーズ』挿入歌         |        |
| 11月25日 | レインボウ・メロディー♪ | プリパラドリーム☆オールスターズ | 「レインボウ・メロディー♪」 | テレビアニメ『プリパラ』エンディングテーマ                                     |        |
| 11月25日 | レインボウ・メロディー♪ | SoLaMiDressing | 「ラッキー！サプライズ☆バースデイ –for Laala-」 | テレビアニメ『プリパラ』挿入歌                                                 |        |
| 2016年   | | | |                                                                                |        |
| 1月27日  | 楽園ディストピア -TOKYO HAREM ver.-                                                                                            | TOKYO HAREM | 「楽園ディストピア」 | ゲーム『東京ハーレム』テーマソング                                             |        |
| 1月27日  | 楽園ディストピア -TOKYO HAREM ver.-                                                                                            | 千早エリ（久保田未夢） | 「楽園ディストピア」 | ゲーム『東京ハーレム』関連曲                                                   |        |
| 3月9日   | プリパラ ドリームソング♪コレクション -WINTER-                                                                                  | セレパラ歌劇団 | 「ホワット・ア・ワンダプリ・ワールド!!」 | テレビアニメ『プリパラ』挿入歌                                                 |        |
| 6月22日  | プリパラ☆ミュージックコレクション season.2                                                                                     | 北条そふぃ（久保田未夢） | 「太陽のflare sherbetサクラシャワーver」 | テレビアニメ『プリパラ』挿入歌                                                 |        |
| 6月22日  | プリパラ☆ミュージックコレクション season.2                                                                                     | ふれんど〜る、セレパラ歌劇団 | 「アラウンド・ザ・プリパランド！」 | テレビアニメ『プリパラ』挿入歌                                                 |        |
| 9月11日  | ジャパコン女子 クラウドファンディング企画限定CD ズ★キ★ジョ                                                                     | 八文字ジェシカ（青木瑠璃子）、姉小路めもる（久保田未夢）、粉雪まみれ（冨岡美沙子） | 「ズ★キ★ジョ」 | 『ジャパコン』関連曲                                                           |        |
| 9月30日  | 映画プリパラ み〜んなのあこがれ♪レッツゴー☆プリパリ Blu-ray 初回生産限定特装版 特典CD                                          | プリパラ☆オールアイドル's | 「オールアイドル組曲 プリシャス♪」 | 劇場アニメ『映画プリパラ み〜んなのあこがれ♪レッツゴー☆プリパリ』挿入歌        |        |
| 11月23日 | Growin' Jewel! | SoLaMiDressing | 「Growin' Jewel!」 | テレビアニメ『プリパラ』エンディングテーマ                                     |        |
| 11月23日 | Growin' Jewel! | SoLaMi♡SMILE | 「Growin' Jewel!」 | テレビアニメ『プリパラ』エンディングテーマ                                     |        |
| 12月23日 | プリパラソング♪コレクション 1stステージ                                                                                        | SoLaMi♡SMILE | 「トライアングル・スター」 | テレビアニメ『プリパラ』挿入歌                                                 |        |
| 12月25日 | PriPara Music Collection vol.1                                                                                                 | そふぃ（久保田未夢） | 「GoGo!プリパライフ」 「トイトイ☆テイル」 「ぎゃっぷりぷりっぷー」 | ゲーム『プリパラ』関連曲                                                       |        |
| 12月25日 | PriPara Music Collection vol.1                                                                                                 | らぁら（茜屋日海夏）、みれぃ（芹澤優）、そふぃ（久保田未夢） | 「トイトイ☆テイル」 「ぎゃっぷりぷりっぷー」 | ゲーム『プリパラ』関連曲                                                       |        |
| 12月25日 | PriPara Music Collection vol.2                                                                                                 | らぁら（茜屋日海夏）、みれぃ（芹澤優）、そふぃ（久保田未夢） | 「クール・スター 」 | ゲーム『プリパラ』関連曲                                                       |        |
| 12月25日 | PriPara Music Collection vol.2                                                                                                 | そふぃ（久保田未夢） | 「クール・スター 」 「ハロハロフレンズ」 | ゲーム『プリパラ』関連曲                                                       |        |
| 12月25日 | PriPara Music Collection vol.2                                                                                                 | らぁら（茜屋日海夏）、みれぃ（芹澤優）、そふぃ（久保田未夢）、シオン（山北早紀）、ドロシー（澁谷梓希）、レオナ（若井友希）                                                               | 「ハロハロフレンズ 」 | ゲーム『プリパラ』関連曲                                                       |        |
| 2017年   | | | |                                                                                |        |
| 4月19日  | 劇場版プリパラ み〜んなでかがやけ！キラリン☆スターライブ！ SONG COLLECTION                                                     | SoLaMi♡SMILE | 「Ready Smile!!」 | 劇場アニメ『劇場版プリパラ み〜んなでかがやけ！キラリン☆スターライブ！』挿入歌 |        |
| 4月19日  | 劇場版プリパラ み〜んなでかがやけ！キラリン☆スターライブ！ SONG COLLECTION                                                     | 北条そふぃ（久保田未夢） | 「Red Flash Revolution」 | 劇場アニメ『劇場版プリパラ み〜んなでかがやけ！キラリン☆スターライブ！』挿入歌 |        |
| 4月19日  | 劇場版プリパラ み〜んなでかがやけ！キラリン☆スターライブ！ SONG COLLECTION                                                     | スーパープリパラ☆オールアイドル's | 「ぷりぱら☆ララン」 | 劇場アニメ『劇場版プリパラ み〜んなでかがやけ！キラリン☆スターライブ！』挿入歌 |        |
| 6月30日  | プリパラ ULTRA MEGA MIX COLLECTION                                                                                             | SoLaMiDressing、ファルル（赤﨑千夏） | 「Make it!（90'S Pop Techno Remix）」 | テレビアニメ『プリパラ』関連曲                                                 |        |
| 6月30日  | プリパラ ULTRA MEGA MIX COLLECTION                                                                                             | SoLaMi♡SMILE | 「Pretty Prism Paradise!!!（Y&Co. d'n'b Remix）」 | テレビアニメ『プリパラ』関連曲                                                 |        |
| 6月30日  | プリパラ ULTRA MEGA MIX COLLECTION                                                                                             | 北条そふぃ（久保田未夢） | 「太陽のflare sherbet（Super Euro Remix）」 | テレビアニメ『プリパラ』関連曲                                                 |        |
| 6月30日  | プリパラ ULTRA MEGA MIX COLLECTION                                                                                             | SoLaMiDressing | 「Love friend style（DJ Shimamura's Hardcore Rave Remix）」 | テレビアニメ『プリパラ』関連曲                                                 |        |
| 7月23日  | GAME PriPara Music Collection vol.3                                                                                            | そふぃ（久保田未夢）、あろま（牧野由依） | 「はい♥ラブバレンタイン〜そんでもってホワイトデー〜」 | ゲーム『プリパラ』関連曲                                                       |        |
| 7月23日  | GAME PriPara Music Collection vol.3                                                                                            | そふぃ（久保田未夢） | 「はい♥ラブバレンタイン〜そんでもってホワイトデー〜」 「みんなのプリパラメドレーvol.1 〜ちょうちょう / むすんでひらいて / どんぐりころころ〜」                                             | ゲーム『プリパラ』関連曲                                                       |        |
| 7月23日  | GAME PriPara Music Collection vol.3                                                                                            | らぁら（茜屋日海夏）、みれぃ（芹澤優）、そふぃ（久保田未夢） | 「みんなのプリパラメドレーvol.1 〜ちょうちょう / むすんでひらいて / どんぐりころころ〜」                                                                                                   | ゲーム『プリパラ』関連曲                                                       |        |
| 7月26日  | アイドル:タイム!! | SoLaMiDressing | 「アイドル:タイム!!」 | テレビアニメ『アイドルタイムプリパラ』エンディングテーマ                       |        |
| 8月25日  | TVアニメ「まけるな!!あくのぐんだん!」Blu-ray特典CD                                                                             | KAKUWA☆なれ〜しょんず | 「ねばねばぎっぱー」 | テレビアニメ『まけるな!!あくのぐんだん!』エンディングテーマ                    |        |
| 9月20日  | プリパラ☆ミュージックコレクション season.3                                                                                     | SoLaMi♡SMILE、ジュリィ（上田麗奈）、ジャニス（豊崎愛生） | 「組曲フォーエバー☆フレンズ〜第一楽章〜「I FRIEND YOU!」 〜第二楽章〜「LOVE IS FRIEND」」                                                                                                  | テレビアニメ『プリパラ』挿入歌                                                 |        |
| 9月20日  | プリパラ☆ミュージックコレクション season.3                                                                                     | SoLaMi♡SMILE、Dressing Pafé、NonSugar、Tricolore、Gaarmageddon、UCCHARI BIG-BANGS | 「組曲フォーエバー☆フレンズ〜インターリュード〜「メモリーズ・メドレー」」 「組曲フォーエバー☆フレンズ〜第三楽章〜「My Friend, Dear Friend」 〜第四楽章〜「ウィー・アー・ザ・フレンズ！」」 | テレビアニメ『プリパラ』挿入歌                                                 |        |
| 12月8日  | プリパラ ULTRA MEGA MIX COLLECTION Vol.2                                                                                       | SoLaMi♡SMILE | 「HAPPYぱLUCKY（DJ BOSS LUCKY EUROBEAT Remix）」 「トライアングル・スター（DJ BOSS STAR EUROBEAT Remix）」                                                                                 | テレビアニメ『プリパラ』関連曲                                                 |        |
| 12月8日  | プリパラ ULTRA MEGA MIX COLLECTION Vol.2                                                                                       | セレパラ歌劇団 | 「ホワット・ア・ワンダプリ・ワールド!!（Y&Co. Eurobeat Remix）」 | テレビアニメ『プリパラ』関連曲                                                 |        |
| 12月8日  | プリパラ ULTRA MEGA MIX COLLECTION Vol.2                                                                                       | SoLaMiDressing | 「ラッキー！サプライズ☆バースデイ（Y&Co. 80's Factory Remix）」 | テレビアニメ『プリパラ』関連曲                                                 |        |
| 12月8日  | プリパラ ULTRA MEGA MIX COLLECTION Vol.2                                                                                       | ふれんど〜る、セレパラ歌劇団 | 「アラウンド・ザ・プリパランド！（DJ BOSS Cyber Remix）」 | テレビアニメ『プリパラ』関連曲                                                 |        |
| 12月10日 | GAME PriPara Music Collection vol.4                                                                                            | らぁら（茜屋日海夏）、みれぃ（芹澤優）、そふぃ（久保田未夢） | 「トモチケこうかんダンス「パキら〜ろ！」」 | ゲーム『プリパラ』関連曲                                                       |        |
| 12月10日 | GAME PriPara Music Collection vol.4                                                                                            | そふぃ（久保田未夢） | 「トモチケこうかんダンス「パキら〜ろ！」」 「Yeah!Yeah!☆IDOLPARTY」 | ゲーム『プリパラ』関連曲                                                       |        |
| 12月10日 | GAME PriPara Music Collection vol.4                                                                                            | らぁら（茜屋日海夏）、みれぃ（芹澤優）、そふぃ（久保田未夢）、シオン（山北早紀）、ドロシー（澁谷梓希）、レオナ（若井友希）                                                               | 「Yeah!Yeah!☆IDOLPARTY」 | ゲーム『プリパラ』関連曲                                                       |        |
| 2018年   | | | |                                                                                |        |
| 1月26日  | プリパラ ULTRA MEGA MIX COLLECTION Vol.3                                                                                       | SoLaMi♡SMILE | 「Ready Smile!!（DJ BOSS SMILE EUROBEAT Remix）」 | テレビアニメ『プリパラ』関連曲                                                 |        |
| 1月26日  | プリパラ ULTRA MEGA MIX COLLECTION Vol.3                                                                                       | 北条そふぃ（久保田未夢） | 「Red Flash Revolution（Y&Co. Eurobeat Remix）」 | テレビアニメ『プリパラ』関連曲                                                 |        |
| 1月26日  | プリパラ ULTRA MEGA MIX COLLECTION Vol.3                                                                                       | SoLaMiDressing | 「Growin' Jewel!（Y&Co. 80's Eurobeat Remix）」 | テレビアニメ『プリパラ』関連曲                                                 |        |
| 1月26日  | プリパラ ULTRA MEGA MIX COLLECTION Vol.3                                                                                       | スーパープリパラ☆オールアイドル's | 「ぷりぱら☆ララン（DJ Noriken Hardcore Mix）」 | テレビアニメ『プリパラ』関連曲                                                 |        |
| 6月27日  | アイドルタイムプリパラ☆ミュージックコレクション                                                                                | SoLaMiDressing | 「Memorial」 | テレビアニメ『アイドルタイムプリパラ』挿入歌                                   |        |
| 7月25日  | あの娘にドロップキック 〜邪教徒の祈りdeathの〜                                                                                 | 邪神★ガールズ | 「あの娘にドロップキック」 | テレビアニメ『邪神ちゃんドロップキック』オープニングテーマ                     |        |
| 7月25日  | あの娘にドロップキック 〜邪教徒の祈りdeathの〜                                                                                 | メデューサ（久保田未夢） | 「愛 Eye 愛」 | テレビアニメ『邪神ちゃんドロップキック』関連曲                                 |        |
| 8月29日  | キラッとプリ☆チャン♪ソングコレクション〜1stチャンネル〜                                                                        | 桃山みらい（林鼓子）、萌黄えも（久保田未夢） | 「レディー・アクション！」 | テレビアニメ『キラッとプリ☆チャン』挿入歌                                      |        |
| 8月29日  | キラッとプリ☆チャン♪ソングコレクション〜1stチャンネル〜                                                                        | 萌黄えも（久保田未夢） | 「スキスキセンサー」 | テレビアニメ『キラッとプリ☆チャン』挿入歌                                      |        |
| 11月28日 | アイドルタイムプリパラ ULTRA MEGA MIX COLLECTION                                                                               | SoLaMiDressing | 「Memorial（Y&Co. Eurobeat Remix）」 | テレビアニメ『アイドルタイムプリパラ』関連曲                                   |        |
| 12月5日  | キラッとプリ☆チャン♪ソングコレクション〜2ndチャンネル〜                                                                        | ミラクル☆キラッツ | 「SUPER CUTIE SUPER GIRL」 | テレビアニメ『キラッとプリ☆チャン』挿入歌                                      |        |
| 2019年   | | | |                                                                                |        |
| 3月27日  | プリパラ&アイドルタイムプリパラ コンプリートアルバムBOX                                                                        | SoLaMi♡SMILE | 「ドリームパレード」 | テレビアニメ『プリパラ』挿入歌                                                 |        |
| 3月27日  | プリパラ&アイドルタイムプリパラ コンプリートアルバムBOX                                                                        | そふぃ（久保田未夢） | 「ドリームパレード」 | テレビアニメ『プリパラ』挿入歌                                                 |        |
| 5月25日  | GAME Pri☆chan Music Collection vol.1                                                                                           | みらい（林鼓子）、えも（久保田未夢） | 「キラキラプリ☆チャンワールド」 「Let'sプリ☆チャン」 | ゲーム『キラッとプリ☆チャン』関連曲                                            |        |
| 5月25日  | GAME Pri☆chan Music Collection vol.1                                                                                           | えも（久保田未夢） | 「Let'sプリ☆チャン」 | ゲーム『キラッとプリ☆チャン』関連曲                                            |        |
| 5月25日  | GAME Pri☆chan Music Collection vol.1                                                                                           | ミラクル☆キラッツ | 「ミラクル☆キラッツ クリスマスメドレー」 | ゲーム『キラッとプリ☆チャン』関連曲                                            |        |
| 9月11日  | キラッとプリ☆チャン♪ミュージックコレクション                                                                                   | ミラクル☆キラッツ | 「乙女アテンションプリーズ」 | テレビアニメ『キラッとプリ☆チャン』挿入歌                                      |        |
| 9月11日  | キラッとプリ☆チャン♪ミュージックコレクション                                                                                   | ミラクル☆スター | 「キラッとスタート」 | テレビアニメ『キラッとプリ☆チャン』挿入歌                                      |        |
| 9月11日  | プロミス！リズム！パラダイス！                                                                                                 | PRI-Crew Friends | 「Crew-Sing! Friend-Ship♡」 | 『プリパラ』関連曲                                                             |        |
| 9月14日  | GAME Pri☆chan Music Collection vol.2                                                                                           | ミラクル☆キラッツ、メルティックスター | 「ハッピーピクニック」 「U.S.A」 | ゲーム『キラッとプリ☆チャン』収録曲                                            |        |
| 11月27日 | キラッとプリ☆チャン♪ソングコレクション 〜ミラクル☆キラッツ チャンネル〜                                                        | 萌黄えも（久保田未夢） | 「えもめきピッカーン」 | テレビアニメ『キラッとプリ☆チャン』挿入歌                                      |        |
| 11月27日 | キラッとプリ☆チャン♪ソングコレクション 〜ミラクル☆キラッツ チャンネル〜                                                        | ミラクル☆キラッツ | 「ロケットハート」 | テレビアニメ『キラッとプリ☆チャン』挿入歌                                      |        |
| 2020年   | | | |                                                                                |        |
| 6月24日  | キラッとプリ☆チャン♪ミュージックコレクション Season.2                                                                          | 萌黄えも（久保田未夢）、赤城あんな（芹澤優） | 「ツヨキ！ツインテールズ」 | テレビアニメ『キラッとプリ☆チャン』挿入歌                                      |        |
| 6月24日  | キラッとプリ☆チャン♪ミュージックコレクション Season.2                                                                          | オール☆ジュエルアイドルズ | 「ダイヤモンドスマイル」 | テレビアニメ『キラッとプリ☆チャン』挿入歌                                      |        |
| 12月2日  | キラッとプリ☆チャン♪ソングコレクション〜from RAINBOW SKY〜                                                                     | ミラクル☆キラッツ | 「ミラクルコースター」 | テレビアニメ『キラッとプリ☆チャン』挿入歌                                      |        |
| 2021年   | | | |                                                                                |        |
| 6月23日  | キラッとプリ☆チャン♪ソングコレクション 〜 from PRI☆CHAN LAND 〜                                                                | ミラクル☆スター | 「One Heart」 | テレビアニメ『キラッとプリ☆チャン』エンディングテーマ                          |        |
| 2022年   | | | |                                                                                |        |
| 9月19日  | Misty=Missing You | HY:RAIN | 「Misty=Missing You」 | 『シャインポスト』関連曲                                                       |        |
| 10月26日 | SHINEPOST Character Song Collection                                                                                            | HY:RAIN | 「GYB!!」 | テレビアニメ『シャインポスト』挿入歌                                           |        |
| 2023年   | | | |                                                                                |        |
| 3月29日  | Rain of BulletsXX | HY:RAIN | 「Rain of BulletsXX」 | 『シャインポスト』関連曲                                                       |        |
| 5月3日   | リアルダイヤモンド/イセカイジュエリー                                                                                          | ユミナ（高野麻里佳）、エルゼ（内田真礼）、リンゼ（福緒唯）、八重（赤崎千夏）、スゥシィ（山下七海）、リーン（上坂すみれ）、ルーシア（高木美佑）、ヒルデガルド（芹澤優）、桜（久保田未夢） | 「イセカイジュエリー」 | テレビアニメ『異世界はスマートフォンとともに。2』エンディングテーマ            |        |
| 6月19日  | イセカイジュエリー（桜ver.）                                                                                                   | 桜（久保田未夢） | 「イセカイジュエリー」 | テレビアニメ『異世界はスマートフォンとともに。2』関連曲                        |        |
| 2024年   | | | |                                                                                |        |
| 11月13日 | プリパラ ソング♪コレクション Melody Moments!                                                                                   | SoLaMi♡SMILE | 「ウィー・ラブ・プリパラ！」 | 『プリパラ』関連曲                                                             |        |
| 11月13日 | プリパラ ソング♪コレクション Melody Moments!                                                                                   | そふぃ（久保田未夢）、レオナ（若井友希）、ふわり（佐藤あずさ） | 「ぽわぽわ♡NURSE?」 | 『プリパラ』関連曲                                                             |        |
| 11月13日 | アイドルランドプリパラ ソング♪コレクション OPEN DREAM LAND!                                                                    | SoLaMi♡SMILE | 「OPEN DREAM LAND!」 | Webアニメ『アイドルランドプリパラ』オープニングテーマ                          |        |
| 2025年   | | | |                                                                                |        |
| 3月5日   | ウマ娘 プリティーダービー WINNING LIVE 24                                                                                      | ウマ娘 | 「STARTING FORCE」 | ゲーム『ウマ娘 プリティーダービー』関連曲                                      |        |
| 3月5日   | ウマ娘 プリティーダービー WINNING LIVE 24                                                                                      | ウマ娘 | 「うまぴょい伝説」 | ゲーム『ウマ娘 プリティーダービー』関連曲                                      |        |
| 4月4日   | Innocent Sky | HY:RAIN | 「Innocent Sky」 | ゲーム『シャインポスト Be Your アイドル!』関連曲                               |        |
| 5月2日   | Hello, My sunshine | HY:RAIN | 「Hello, My sunshine」 | ゲーム『シャインポスト Be Your アイドル!』関連曲                               |        |
| 5月23日  | Light | HY:RAIN | 「Light」 | ゲーム『シャインポスト Be Your アイドル!』関連曲                               |        |

## イベント
| 出演日            | タイトル                                       | 会場                                      |
| ----------------- | ---------------------------------------------- | ----------------------------------------- |
| 2017年9月3日      | わんわんおーこく2017秋 姫様の初陣              | 恵比寿 ザ・ガーデンルーム                 |
| 2018年3月11日     | わんわんおーこく2018 春 姫様と余興             | 竹芝ニューピアホール                      |
| 2019年1月27日     | わんわんおーこく2019冬 姫様と御会食            | 豊洲 WILD MAGIC プランツ&ウォーターエリア |
| 2020年2月1日      | わんわんおーこく2020冬 姫様の歳跨ぎ            | エル・シアター                            |
| 2023年7月22・23日 | わんわんおーこく2023夏 姫様の大名行列          | バスツアー（行き先非公開）                |
| 2024年12月15日    | ぼたちゅーぶオフ会 #1                          | 渋谷スクランブルホール                    |
| 2025年1月11日     | Say U Fan vol.6 久保田未夢 FAN MEETING         | シュピゲンホール（韓国）                  |
| 2025年4月19日     | 声优偶像【久保田未梦】首次中国粉丝见面会在上海 | 上海大世界 世界盒子剧场（中国）           |

### 合同イベント
| 出演日         | タイトル                                              | 会場                    |
| -------------- | ----------------------------------------------------- | ----------------------- |
| 2016年10月29日 | i☆Ris芹澤優と久保田未夢のせりざわんわんおーこくin駒澤 | 駒沢キャンパス 記念講堂 |